# Stadio Hiram Bithorn
Lo stadio Hiram Bithorn (in spagnolo Estadio Hiram Bithorn) è uno stadio di baseball situato a San Juan, Porto Rico. Inaugurato nel 1962, è utilizzato anche come stadio di calcio dal 2008. I Montreal Expos, privi di spettatori in Québec, hanno giocato 22 partite "casalinghe" in questo stadio nel 2003-2004. Dal 2006 ospita le partite della World Baseball Classic. È spesso la sede della Serie del Caribe e ha ospitato incontri di boxe e concerti. Qui si è svolta la partita di apertura della stagione MLB 2001.
Lo stadio fu inaugurato nel 1962. Nel 2006 ospitò i primi due turni del World Baseball Classic.
Il 24 aprile 1994 si esibì in concerto Whitney Houston all'interno del suo Bodyguard World Tour.
Il 10 maggio 1997 lo stadio ospitò un concerto della popstar italiana Laura Pausini, all'interno della sua prima tournée mondiale, il World Wide Tour 1997.
Il 29 ottobre 2013 Rihanna ci si è esibita all'interno del suo Diamonds World Tour.